# 鼻雷兽属
鼻雷兽属（学名：Rhinotitan），是已滅絕的雷獸，生存在始新世的中國。模式种为蒙古鼻雷兽。

## 另外参考
1. ↑  .   [2022-02-23]. （原始内容存档于2022-02-23）.